# New York Marriott Marquis
Il New York Marriott Marquis è un albergo di New York. Fa parte della catena Marriott e l'edificio è stato disegnato dall'architetto John C. Portman Jr. È stato aperto nel 1985 e si trova a Times Square, al numero 1535 di Broadway all'angolo con la 45ª strada.